# Nichiren (film, 1979)
Pour plus de détails, voir Fiche technique et Distribution.
Nichiren (日蓮, Nichiren) est un film japonais de Noboru Nakamura sorti en 1979.

## Synopsis
Japon, 1253. Le moine bouddhiste Renchō après des années d'étude arrive à la conclusion que l'enseignement le plus élevé du Bouddha Shayamuni (fondateur de toutes les formes de Bouhhisme) se trouve dans le Sūtra du Lotus. Renchō prend alors le nom de Nichiren et fonde sa propre école. Il se met à prêcher aux coins des rues à des hommes ordinaires : paysans, pêcheurs, artisans... en s'opposant violemment aux autres sectes bouddhistes en place. Cette opposition lui vaut bien des inimitiés. Il échappe plusieurs fois à la mort et est envoyé en exil à plusieurs reprises par les autorités.

## Commentaire
Le film a été réalisé à l'occasion du 700e anniversaire de la mort de Nichiren.

## Fiche technique
- Titre : Nichiren
- Titre original : 日蓮 (Nichiren?)
- Réalisation : Noboru Nakamura

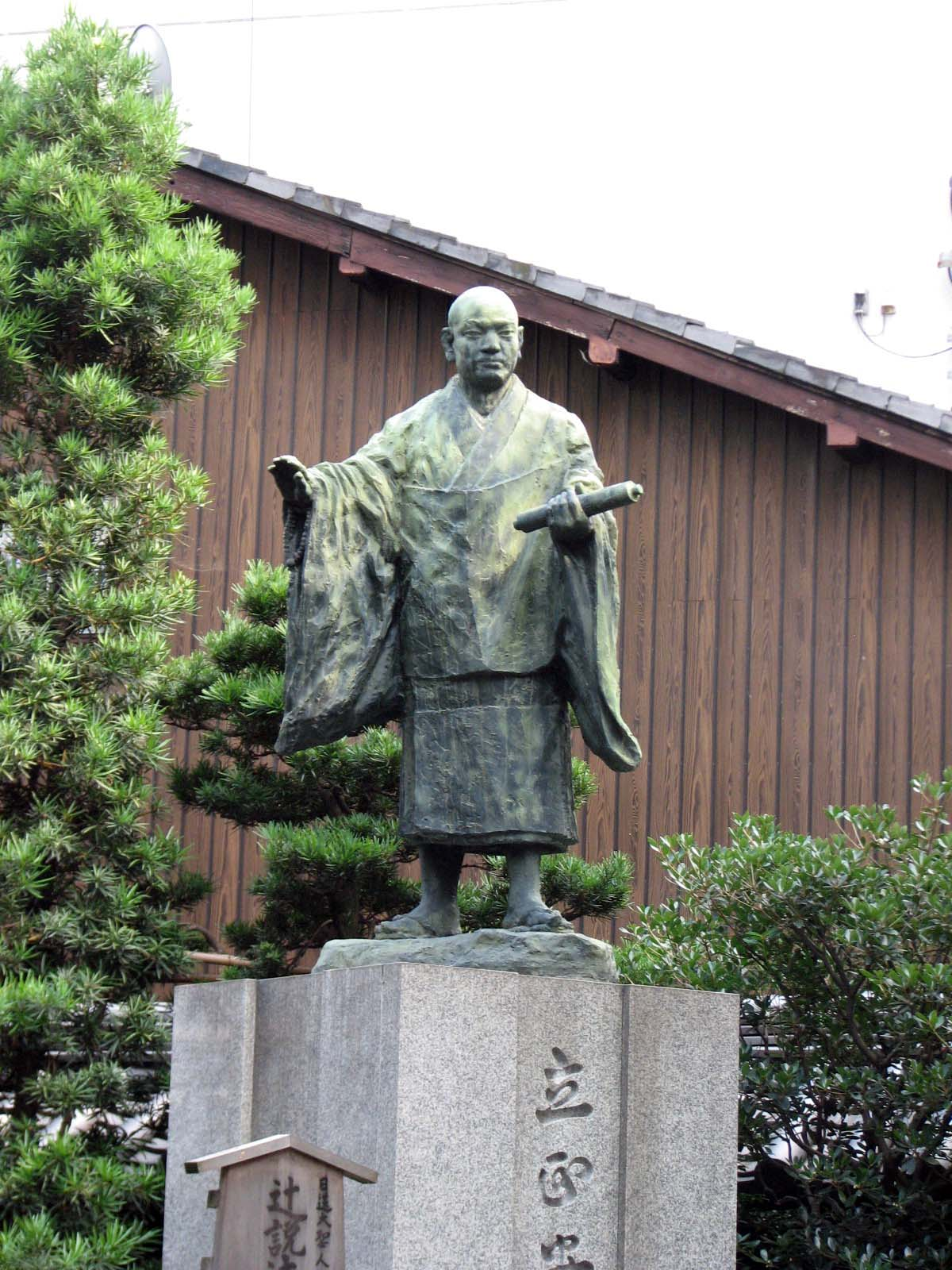
Statue de Nichiren (1222-1282)

- Scénario : Noboru Nakamura d'après le roman de Matsutarō Kawaguchi
- Photographie : Hiroshi Takemura
- Direction artistique : Koretaka Yoshino et Yutaka Yokoyama
- Montage : Satori Ikeda
- Musique : Yasushi Akutagawa
- Son : Tohio Tanaka et Takashi Matsumoto
- Éclairages : Hiroshi Ijima
- Producteur : Masaichi Nagata
- Sociétés de production : Nagata Productions
- Pays d'origine :  Japon
- Langue : japonais
- Format : couleur — 2,35:1 — 35 mm — son mono
- Genre : drame - film historique - film biographique
- Durée : 143 minutes[2]
- Date de sortie :
  - Japon : 10 mars 1979[2]

## Distribution
- Kinnosuke Nakamura : Zennichimaru / Renchō / Nichiren
- Katsuo Nakamura : Joben, le premier disciple de Nichiren
- Keiko Matsuzaka : Hamayu
- Shinjirō Ebara : Yoshitaka Kudo, le mari de Hamayu
- Kunie Tanaka : Gyodo / Kyonin
- Toshiyuki Nagashima : Nichiko
- Matagorō Nakamura III : Nichiro
- Takahiro Tamura : Shigetada, le père de Nichiren
- Kyōko Kishida : Umegiku, la mère de Nichiren
- Tetsurō Tanba : Toki Jonin
- Yōko Nogiwa : la femme de Toki Jonin
- Hiroki Matsukata : Hōjō Tokimune
- Asao Sano
- Asao Koike : Tojo Kagenobu
- Gorō Ibuki : Kingo, l'assassin repenti
- Shinsuke Mikimoto
- Shun'ya Wazaki
- Rin'ichi Yamamoto
- Hideo Kanze
- Hideji Ōtaki : Dozen, le maître de Nichiren
- Sakae Umezu
- Akiji Kobayashi : Kenchoji Dōryu
- Masahiko Naruse
- Kanjūrō Arashi : Shogaki
- Kō Nishimura : Abutsu / Saemonnojo Tamemori Endo
- Harue Akagi
- Takeshi Katō : le pêcheur qui cache Nichiren
- Sachiko Matsushita : la femme du pêcheur
- Kimiko Ikegami : la fille du pêcheur
- Ichirō Nakatani : Taira no Yoritsune
- Rosuke Kagawa
- Kazumasa Satō
- Yoshinori Nito
- Harikitsu Daito
- Yukia Yamazaki
- Akisugi Shuga
- Tetsuo Torisu
- Senjo Hashimoto
- Yōichi Itō : Nichiren jeune
- Eriko Matsumura : Hamayu jeune
- Hiroyuki Onuma : Nichiro jeune
- Somegorō Ichikawa